# Ефект Керра
Ефект Керра — явище зміни показника заломлення в електричному полі. Ефект проявляється здебільшого як виникнення подвійного променезаломлення. Розрізняють електро-оптичний ефект Керра, коли показник заломлення змінюється в постійному зовнішньому електричному полі, і оптичний ефект Керра, коли показник заломлення змінюється в електричному полі самої електромагнітної хвилі. Величина зміни показника заломлення в ефекті Керра пропорційна квадрату напруженості електричного поля, тому електро-оптичний ефект Керра часто називають квадратичним електро-оптичним ефектом.
Ефект названо на честь шотландського фізика Джона Керра, який відкрив його у 1875 році.

## Закон Керра
При виникненні подвійного променезаломлення різниця між показниками заломлення незвичайної та звичайної хвилі задається формулою:
{\displaystyle n_{e}-n_{0}=\lambda KE^{2}},
де {\displaystyle \lambda } — довжина хвилі, K — характерна для середовища стала, яку називають сталою Керра, E — напруженість електричного поля.

## Якісний опис
Під впливом зовнішнього постійного або змінного електричного поля в середовищі може спостерігатися подвійне променезаломлення, внаслідок зміни поляризації речовини. Нехай коефіцієнт заломлення для звичайного променя дорівнює {\displaystyle n_{o}}, а для незвичайного — {\displaystyle n_{e}}. Розкладемо різницю коефіцієнтів заломлення {\displaystyle n_{o}-n_{e}}, як функцію зовнішнього поля {\displaystyle E}, за степенями {\displaystyle E}. Якщо до накладення поля середовище було неполяризоване і ізотропне, то {\displaystyle n_{o}-n_{e}} має бути парною функцією {\displaystyle E} (при зміні напрямку поля ефект не повинен міняти знак). Значить, в розкладі за степенями {\displaystyle E} повинні бути присутні члени лише парних порядків, починаючи з {\displaystyle E^{2}}. У слабких полях членами вищих порядків можна знехтувати, в результаті чого
{\displaystyle n_{e}-n_{o}=k{\vec {E}}^{2}.}
Ефект Керра зумовлений, головним чином, гіперполяризованістю середовища, що відбувається в результаті деформації електронних орбіталей атомів або молекул або внаслідок переорієнтації останніх. Оптичний ефект Керра є дуже швидким, оскільки в твердих тілах може відбутися тільки деформація електронної хмари атома.

## Кількісна теорія
Кількісна теорія для газів була побудована Ланжевеном в 1910 році.
Параметром речовини, який характеризує можливість спостереження в даній речовині ефекту Керра, є сприйнятливість третього порядку, оскільки ефект пропорційний напруженості електричного поля в третьому степені (у наведеному вище рівнянні електричне поле — поле світлової хвилі).
Для нелінійного матеріалу вектор поляризації P буде залежати від напруженості електричного поля E:
{\displaystyle \mathbf {P} =\varepsilon _{0}\chi ^{(1)}:\mathbf {E} +\varepsilon _{0}\chi ^{(2)}:\mathbf {EE} +\varepsilon _{0}\chi ^{(3)}:\mathbf {EEE} +\cdots }
де ε0 діелектрична проникність вакууму і χ(n) це n-а компонента електричної сприйнятливості середовища. Символ ": " вказує на скалярне множення матриць. Ми можемо писати ці співвідношення явно; i-а компонента вектора P може бути записана наступним чином:
{\displaystyle P_{i}=\varepsilon _{0}\sum _{j=1}^{3}\chi _{ij}^{(1)}E_{j}+\varepsilon _{0}\sum _{j=1}^{3}\sum _{k=1}^{3}\chi _{ijk}^{(2)}E_{j}E_{k}+\varepsilon _{0}\sum _{j=1}^{3}\sum _{k=1}^{3}\sum _{l=1}^{3}\chi _{ijkl}^{(3)}E_{j}E_{k}E_{l}+\cdots }
де {\displaystyle i=1,2,3}. Часто припускається, що {\displaystyle P_{1}=P_{x}}, тобто компонента паралельна до напрямку поляризації поля x ; {\displaystyle E_{2}=E_{y}} і т. д.
Для лінійного середовища лише перший член цього рівняння є значним, а поляризація лінійно змінюється з електричним полем.
Для матеріалів, що володіють ефектом Керра, третій, χ(3) член є значним. Розглянемо електричне поле E, що створюється за допомогою світлової хвилі з частотою ω разом з зовнішнім електричним полем E0:
{\displaystyle \mathbf {E} =\mathbf {E} _{0}+\mathbf {E} _{\omega }\cos(\omega t),}
де Eω це векторна амплітуда хвилі.
Об'єднання цих двох рівнянь дає вираз для P. Для ефекту Керра ми можемо нехтувати всіма, за винятком лінійних членів, а також тих, що знаходяться в {\displaystyle \chi ^{(3)}|\mathbf {E} _{0}|^{2}\mathbf {E} _{\omega }}:
{\displaystyle \mathbf {P} \simeq \varepsilon _{0}\left(\chi ^{(1)}+3\chi ^{(3)}|\mathbf {E} _{0}|^{2}\right)\mathbf {E} _{\omega }\cos(\omega t),}
що схоже на лінійну залежність між поляризацією та електричним полем хвилі з додатковим нелінійним членом сприйнятливості, пропорційним квадрату амплітуди зовнішнього поля.

## Синхронізація мод
Існує можливість реалізації швидкої синхронізації мод в лазері, яка базується на ефекті Керра. Нехай інтенсивність пучка в нелінійно-оптичному середовищі має поперечний (наприклад, гаусовий) розподіл інтенсивності. Отже, інтенсивність в центрі пучка буде більшою, ніж з боків, відповідно до формули: {\displaystyle n=n_{o}+n_{2}I} і тому виникає нелінійна зміна показника заломлення {\displaystyle \delta n}. У першому порядку по {\displaystyle (r/w)^{2}} зсув фази може бути описаний параболічною функцією параметра {\displaystyle r/w}, що еквівалентно появі сферичної лінзи в середовищі Керра. Чим більша інтенсивність пучка, тим сильніше він буде фокусуватися, і як наслідок, відчувати менші втрати. Якщо ці втрати правильно розподілити всередині резонатора, можна отримати пасивну синхронізацію мод.